# Jean-Louis Rivoire
Jean-Louis Rivoire (Saint-Symphorien-sur-Coise, 20 febbraio 1943) è un ex calciatore francese, di ruolo centrocampista.

## Carriera
Giocò prevalentemente nell'Olympique Lione, con cui nei primi anni '60 totalizzò 51 presenze in cui mise a segno 9 reti in Division 1.